# 东湖塘镇
东湖塘镇是中国湖南省宁乡市下辖镇，位于宁乡县东南部。地缘上，东湖塘北与夏铎铺镇、坝塘镇接壤，西接韶山市杨林乡和清溪镇，南界花明楼镇，东与岳麓区雨敞坪镇接壤。辖域面积138平方公里，人口47,516人（2000年人口普查44,665人）。

## 历史
该镇于1995年由原东湖塘乡、西冲山乡和麻山乡合并设立。

## 区划
截止2016年，下辖7个行政村与1个社区，分别是东湖塘社区，泉山村、太平桥村、麻山村、陶家湾村、燕山村、西冲山村和泉塘湾村。

## 地理
靳江河往南流经东湖塘镇。
沩水河往北流经东湖塘镇。

## 教育
- 初中：麻山中学、东湖塘中学

## 交通
省道S208南北穿东湖塘镇，北方可以直达宁乡市，南方可以到韶山市，在南方还和长韶娄高速公路交叉。
长韶娄高速公路东西方穿过东湖塘镇。
县道X087往东南方到花明楼镇。
县道X023从东湖塘社区出发，往西南成半圈形，终点在省道S208。

## 出身名人
- 周震鱗，革命家。